# Doctrines fondamentales du jaïnisme
 (avril 2015).
Si vous disposez d'ouvrages ou d'articles de référence ou si vous connaissez des sites web de qualité traitant du thème abordé ici, merci de compléter l'article en donnant les références utiles à sa vérifiabilité et en les liant à la section « Notes et références ».
 (avril 2015).
- Si vous ne connaissez pas le sujet, laissez ce bandeau (vous pouvez alors contacter les auteurs).
- Si vous supprimez le contenu mis en cause (vous pouvez préalablement contacter les auteurs),

argumentez précisément cette suppression dans la page de discussion
(un manque de référence n'est pas un argument ; une recherche réelle de référence doit avoir été effectuée, être formellement documentée).
Les doctrines fondamentales du jaïnisme, constituées par la théorie du karma, du nayavâda et du syâdvâda, constituent l'ossature idéologique du jaïnisme.

## La théorie du karma

### L'importance de cette doctrine
La doctrine du karma occupe une place dans le jaïnisme plus importante encore que dans les autres systèmes philosophiques indiens. La raison de cette très grande place vient du fait qu'elle fournit une explication rationnelle et satisfaisante aux phénomènes, apparemment inexplicables et injustifiables, de la naissance et de la mort, du bonheur et du malheur, des inégalités dans les réalisations mentales et physiques, et de l'existence des différents êtres vivants.
Dans le jaïnisme, chaque âme a une conscience douée des pouvoirs de perception et de connaissance, elle n'a pas de forme, d'odeur, de couleur, de goût, de son, elle est l'auteur de toutes les actions, elle occupe tout le corps qui la renferme, elle subit la conséquence de ses actes, elle est située dans un univers changeant, elle a tendance à s'élever naturellement et elle est libre, enfin, dans son état de perfection.
Si telles sont les caractéristiques de l'âme, comment se fait-il qu'elle soit entraînée dans le cycle des naissances et des morts, dans celui de la souffrance, du bonheur et du malheur ? Comment se fait-il que, dans le monde, seules quelques âmes soient susceptibles de progresser, alors que les autres, enfermées dans les formes et dans les corps, sont aveugles sur leur nature ?
La réponse à ces énigmes se trouve dans la doctrine du karma, qui explique que la matière karmique estompe les qualités naturelles de l'âme et paralyse, à des degrés divers, ses pouvoirs.
Le jaïnisme part du principe que l'âme est associée à du karma, depuis toute éternité, et que la religion a pour rôle principal d'en stopper la pénétration, d'en éliminer la présence, de montrer la voie de la libération de l'âme et les méthodes grâce auxquelles elle peut parvenir à la perfection.

### La nature du karma
Dans le langage courant, le karma signifie l'action, l'acte ou le travail ; parfois il qualifie les pratiques, de nature rituelle, prescrites par les écritures.
Dans la philosophie jaïna, le karma est une sorte de matière, de pudgala. Il est inerte, sans vie, très fin et très subtil. On ne peut le percevoir par aucun de nos sens, et il ne peut donc pas être vu par le microscope le plus sensible, même avec un grossissement maximum. Il déçoit par définition tout examen, entre les mains du chimiste ou du physicien, qui ne peuvent ni l'identifier, ni l'analyser. Et cependant, la matière karmique nous entoure de tous côtés, elle remplit tout l'espace, toute l'atmosphère. C'est la cause principale qui permet à l'univers d'exister. Tout phénomène, dans celui-ci, est la manifestation de l'énergie karmique.

### L'asservissement dû au karma
Le jaïnisme affirme, dans ses principes de base, que les âmes terrestres existent, depuis toujours, dans l'univers, associées à de la matière. Le caractère de ce lien est naturellement susceptible constamment et librement de changer, mais le fait et les conditions de l'asservissement de l'âme persistent, à travers toutes les modifications. Chaque modification entraîne un nouveau lien, et le cycle continue jusqu'à ce que celui-ci est arrêté, de façon à éviter tout nouveau contact.
Dans le processus d'asservissement, le contact se produit de la façon suivante :
- L'âme est enveloppée d'un volume important de fine matière karmique ;
- Les vibrations de l'âme, que l'on appelle yoga, sont dues à l'activité de la pensée, de la parole et du corps. Elles sont ainsi le résultat de toutes sortes d'actions ;
- Quand l'âme essaye de faire quelque chose, instantanément les particules environnantes de matière s'y fixent, exactement comme les particules de poussière se collent à un corps barbouillé d'huile ;
- Comme l'eau dans le lait, les particules de matière sont totalement assimilées par l'âme ;
- Cette assimilation persiste tout le long de la vie, et à travers les migrations de l'âme d'un corps à un autre, dans le processus des naissances et des morts ;
- Ce lien est réel, sinon, dans son état pur, l'âme flotterait au point le plus haut de l'Univers, comme c'est sa vocation naturelle ;
- Comme ce lien, ou cet asservissement, est opéré par les karma, ou par l'activité de l'âme, la matière subtile qui s'associe à elle est appelée karma ;
- L'asservissement de l'âme aux karma a, sur elle, des effets certains, exactement comme la pilule d'un médicament qui, une fois introduite dans le corps, produit à l'intérieur de multiples effets ;
- L'asservissement aux karma obscurcit les qualités naturelles de l'âme, de la même façon que la lumière du soleil est obscurcie par d'épais nuages ou par une poussière aveuglante ;
- Le karma peut résulter (ou être la cause) des effets du mérite (« bonnes actions ») ou du démérite (« péchés »), selon que l'activité est vertueuse ou mauvaise. L'intention d'une activité et ses conséquences sont toutes deux prises en compte, c'est pourquoi le mérite produit le bonheur, et le vice ou le péché produit le malheur, la peine, la maladie ;
- La matière karmique demeure associée à l'âme et l'asservit, dans le cycle des naissances et des morts sous forme de divinité (d'être céleste, dans le monde supérieur des cieux), d'être humain, d'être infernal (d'être diabolique, dans le monde inférieur des enfers), ou d'être terrestre sous-humain (d'animal, de plante, dans le monde du milieu, de la terre, où vivent également les êtres humains).

### Les différentes sortes de karma
Les karma se divisent en huit catégories et en 148 subdivisions, suivant la nature de la matière qui les compose. Les principaux sont :
- Le « karma qui obscurcit la connaissance parfaite de l'âme », et provoque, ainsi, les différents degrés de connaissance.
- Le « karma qui amoindrit la faculté de savoir de l'âme ».
- Le « karma de la sensibilité », qui produit le plaisir et la souffrance et qui influe sur la nature de l'âme.
- Le « karma qui trompe », qui fausse ainsi les attitudes correctes de l'âme en ce qui concerne la foi, la conduite, etc. et qui provoque les passions et une diversité d'états mentaux (les leshya).
- Le « karma de l'âge », qui détermine la longueur de la vie d'un homme.
- Le « karma du corps », qui détermine tout ce qui est associé à la personnalité : la sorte de corps, de sens, de santé, etc.
- Le « karma de la famille », qui est la cause de la parenté, du standing social, etc.
- Le « karma obstructif », qui fait obstacle à l'énergie naturelle de l'âme et qui l'empêche d'accomplir une action, bonne ou mauvaise, quand elle désire le faire.

Les karma sont de deux sortes : les destructeurs, qui ont un effet négatif direct sur les qualités de l'âme, et les non-destructeurs, qui déterminent l'état et les conditions particulières de l'existence terrestre.
Il y a quatre « karma destructeurs » et quatre « karma non destructeurs ». Les « karmas destructeurs » sont : celui qui obscurcit la connaissance, celui qui amoindrit le savoir, celui qui trompe, et Le karma obstructif. Les karma non destructeurs sont ceux de la sensibilité, de l'âge, du corps et de la famille.

### L'élimination des karma
Comme la matière karmique présente dans l'âme est la cause des transmigrations, et les conditions particulières de l'existence terrestre, elle doit en être libérée. Pour cela, sa pénétration doit être stoppée en ne donnant cours qu'à des pensées et à des actions pures. De même, le stock de matière existant doit être enlevé, en pratiquant des austérités religieuses (le Sâmâyika -la méditation, l'équanimité- par exemple).
Lorsque les karma sont éliminés, l'âme est libérée. Elle peut alors manifester toutes ses qualités potentielles. Une fois libre ou parfaite, elle est dotée de la perception infinie, de la connaissance infinie, du pouvoir infini, et du bonheur infini. Chaque être humain doit, par conséquent, avoir pour objectif de parvenir, par son travail et ses efforts, à l'état parfait naturel de l'âme.
La libération, nous l'avons dit, dépend entièrement et uniquement des efforts personnels. De même que les substances qui interagissent éternellement ne postulent pas de créateur, de même la loi inviolable du karma fait de l'homme le seul maître de son destin. Cette loi le dispense de la théorie des théistes, suivant laquelle une (ou plusieurs) divinité distribue aux hommes des récompenses ou des châtiments.
La doctrine du karma n'est pas fataliste. C'est celle de la cause et de l'effet. C'est la loi morale de la causalité, qui démontre que l'homme est l'auteur de son bonheur, par un comportement altruiste, ou de son malheur, par un comportement égoïste. S'il est heureux ou malheureux, c'est la conséquence de ses actes, de ses paroles, et de ses pensées.

### Le caractère particulier de la doctrine du karma
La doctrine du karma est la clef de voûte de l'idéologie jaïna. Elle explique les raisons cachées, les causes, qui produisent les effets, en affirmant que tout ce qui arrive est le résultat de raisons antérieures. L'âme, considérée comme l'auteur des diverses actions, est ainsi rendue responsable de toutes les différences dans la situation des gens. La responsabilité des conséquences des actions ne peut être changée, ni l'exemption de celle-ci accordée. L'âme subit les effets des karma, dans cette vie ou dans ces vies ultérieures.
Il est clair, suivant cette doctrine, qu'il n'y a pas de salut tant que l'âme n'arrête pas la pénétration des karma et tant qu'elle ne se débarrasse pas de ceux qui existent, en agissant elle-même, par des efforts réfléchis, sans attendre l'aide d'un agent extérieur quelconque.
Il est inutile de demander la grâce de Dieu ou de son représentant, car le jaïnisme ne lui attribue pas le pouvoir de juger les conséquences des karma et ne lui confère pas celui de pardonner les effets des actions passées. Il n'y a pas, pour le jaïnisme, de destin ou de prédestination. C'est l'effet incessant de l'enregistrement de nos différents comptes, que nous conservons avec la force de la vie. Les karma entraînent l'âme dans les différentes formes d'existence, jusqu'à leur élimination.
Cette doctrine est un élément original, constitutif du système religieux jaïna. Comme elle met l'accent sur l'action individuelle uniquement, et comme elle réfute totalement l'existence d'un décret divin, il est clair que la morale et l'ascétisme des jaïns en sont les conséquences logiques.

## La théorie du nayavāda

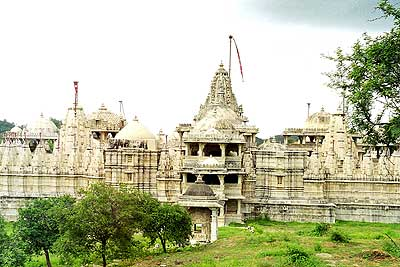
Vue latérale du temple de Ranakpur

### La signification du mot naya
La philosophie jaïna considère que l'objet de la connaissance est d'une énorme complexité. En effet, il est constitué de substances, de qualités, de modifications, il s'étend sur le passé, le présent et l'avenir, il couvre un espace infini et il est simultanément sujet à apparition, à destruction et à permanence.
Il est évident qu'un tel objet ne peut être totalement appréhendé que dans l'omniscience, et que celle-ci n'existe pas, dans le cas des êtres terrestres, qui perçoivent avec leurs organes des sens. Ces organes sont des moyens indirects de connaissance, et tout ce qu'ils appréhendent est partiel, comme l'est la perception proverbiale d'un éléphant par sept aveugles : chacun touche une partie de l'animal et en conclut qu'il ressemble à un rondin de bois, en touchant sa jambe, à un éventail, en touchant son oreille, à un mur, en touchant son flanc, etc.
Au vu de cela, nous nous rendons compte que l'être humain ordinaire ne peut aller au-delà des limites de ses sens, que son appréhension de la réalité et partielle et n'est valable que d'un point de vue particulier, connu sous le nom de naya.
En d'autres termes, pour le jaïnisme, la réalité est un complexe, non seulement en ce sens qu'elle constitue une pluralité (aneka), mais encore du fait qu'elle est l'objet de points de vue multiples (anekânta). C'est pourquoi, il estime que la réalité peut être perçue sous des angles différents.
L'essai pour appréhender une chose, d'un point de vue particulier, est appelé naya et le système de description de la réalité, à partir de différents points de vue, se nomme nayavâda, ou doctrine des naya. Celle-ci est basée sur le fait que le jaïnisme considère toutes les choses comme anekânta ou multiples. En d'autres termes, la réalité n'est appréhendée que sous certaines réserves.
On peut donc définir le mot naya comme une opinion particulière, conçue avec un point de vue qui ne doit pas exclure les autres et qui, par conséquent, n'est que l'expression d'une vérité partielle sur un objet, conçue par un agent de connaissance.

### La classification des naya
Comme les naya sont des façons d'exprimer les choses, il peut y en avoir un certain nombre pour décrire la réalité.
On peut, tout d'abord, citer le point de vue modal et le point de vue substantiel. Par exemple : quand on  décrit divers ornements en or, du point de vue des modifications de l'or, on parle du point de vue modal (paryâra-naya). Quand les ornements en or sont décrits du point de vue de sa substance, c'est-à-dire de l'or et de ses différentes qualités, on parle du point de vue substantiel (dravya-naya).
On peut aussi parler du point de vue pratique ou du point de vue réaliste, notamment dans les discussions spirituelles. Quand il s'agit du point de vue pratique, ou de bon sens, on parle de vyavahāra-naya, alors que, lorsqu'il s'agit du point de vue pur, ou réaliste, on parle de nishchaya-naya.
Comme le naya est le moyen capable de constater vraiment une des caractéristiques d'un objet (sans contradiction), d'un point de vue particulier, les philosophes jaïna ont défini sept naya, qui sont :
- le point de vue universel-particulier, ou téléologique (naigama naya),

- le point de vue de classe (sangraha naya),

- le point de vue particulier (vyavahāra naya),

- le point de vue momentané (rijusātra naya),

- le point de vue synonyme (shabda naya),

- le point de vue étymologique (samabhirādha naya), et

- le point de vue approché (evambhāta naya).

Ils disent aussi que ces sept naya peuvent être considérés comme des subdivisions des points de vue modaux et des points de vue substantiels. Ainsi, les trois premiers sont des subdivisions des points de vue modaux, car ils concernent des objets, et les quatre autres des points de vue substantiels, car ils concernent des substances.
De même, les quatre premiers, dans la mesure où ils concernent des objets de connaissance, sont des artha naya, tandis que les autres, se rapportant aux mots et à leurs significations sont des shabda naya.
Chacun de ses naya a une centaine de subdivisions. Sous cet angle, il y en a sept cents.
Suivant d'autres théories, il n'y a que six naya, soit les sept mentionnés plus haut, moins le premier, ou seulement cinq naya, les deux derniers étant inclus dans le cinquième.

### L'importance de cette doctrine
La doctrine de l'appréhension partielle de la réalité constitue une mise en garde des philosophes qui affirment que leur système est unique et qu'il permet de tout comprendre. Elle ouvre la voie de la réconciliation des points de vue opposés et de leur harmonisation, en prenant en compte la relativité des différents aspects de la réalité. Il convient, toutefois, de faire remarquer que, bien que les naya ne révèlent que certains aspects de la réalité, il ne saurait y avoir d'erreur absolue. Comme une chose comprend d'innombrables constituants, il peut exister d'innombrables naya et ceux-ci peuvent être classés en différentes catégories. Du fait que naya est défini, par le saint Achârya Akalanka, philosophe renommé (en Inde, on refuse de faire la distinction entre un « saint » et un « philosophe »), comme « nayo jnâtur abhiprâyah », c'est-à-dire : un « jugement particulier de la part d'un connaisseur », il est absolument nécessaire de faire une synthèse des différents points de vue, chacun gardant une valeur relative (lire la citation de Gandhijî dans les 18 sources de péchés : la querelle). Cela se vérifie par la doctrine du syâdvâda.

## La théorie du syādvāda

### Le terme syādvāda
La doctrine précédente fournit l'ossature de celle du syādvāda, en disant clairement que la réalité peut être considérée de nombreux points de vue différents, et qu'aucun ne doit être déclaré seul valable.
Le but de la recherche philosophique étant d'appréhender la réalité, les philosophes jaïna estiment que cette appréhension ne peut être faite en formulant uniquement des déclarations simplistes et catégoriques. La réalité étant complexe, aucune affirmation simple ne peut l'exprimer totalement, c'est la raison pour laquelle le mot syat, qui signifie « peut-être », « par certains côtés », est ajoutée, par les philosophes jaïna, aux différentes affirmations la concernant.
Ces philosophes formulent sept propositions, sans la moindre affirmation absolue que ce soit, concernant la réalité, en les faisant précéder toutes du mot syat. Cela veut dire qu'une affirmation est toujours nuancée, qu'elle est relative, approchée, d'un certain point de vue, sous certaines réserves, et qu'elle ne saurait, en aucune façon, être considérée comme catégorique.

### La signification du syādvāda
Ce n'est pas suffisant que les nombreux problèmes concernant la réalité ne soient compris que de points de vue différents, il faut encore que l'on puisse exprimer, de façon correcte, ce que l'on sait. Cette nécessité est satisfaite par la doctrine du syādvāda ou de l' anekāntavāda c'est-à-dire : de l'affirmation nuancée.
L'objet de connaissance étant d'une vaste complexité et recouvrant une infinité d'aspects, la pensée humaine, de son côté, ayant ses imperfections pour exprimer l'ensemble de ce qu'elle expérimente, toutes nos affirmations sont vraies, mais de façon conditionnelle et relative. Donc, tout énoncé doit être accompagné du mot syat, c'est-à-dire : « par certains côtés », « d'une certaine façon », « dans un sens », afin d'insister sur son caractère conditionnel et relatif.

### Les énoncés du syādvāda
Ainsi, lorsque l'on décrit une chose, on peut faire, sur la base du syādvāda ou de l'anekāntavāda, sept affirmations ou propositions ou énoncés, qui paraissent contradictoires, mais qui sont parfaitement vraies. On peut ainsi dire :
- « par certains côtés, c'est » (syād-asti),
- « par certains côtés, ce n'est pas » (syād-nāsti),
- « par certains côtés, c'est et ce n'est pas » (syād-asti-nāsti),
- « par certains côtés, c'est indescriptible » (syād-avaktavya),
- « par certains côtés, c'est et c'est indescriptible » (syād-asti-avaktavya),
- « par certains côtés, ce n'est pas et c'est indescriptible » (syād-nāsti avaktavya),
- « par certains côtés, c'est et ce n'est pas, et c'est indescriptible » (syād-asti-nâsti avaktavya).

Ces diverses propositions peuvent être comprises au moyen d'un exemple : un homme est le père, n'est pas le père, et est les deux, sont des énoncés parfaitement intelligibles, si l'on comprend le point de vue à partir duquel ils sont exprimés. Par rapport à un certain garçon, cet homme est le père, par rapport à un autre il n'est pas le père, et par rapport aux deux, pris ensemble, il est le père et il n'est pas le père. Comme les deux idées ne peuvent s'exprimer par des mots en même temps, on peut dire qu'il est indescriptible, etc.
Ces sept propositions peuvent être exprimées à propos de l'éternité, de la non-éternité, de l'identité et de la différence, etc. de n'importe quel objet. Les philosophes jaïna estiment que ces sept façons d'affirmer donnent ensemble, une description adéquate de la réalité.
Il est évident que la combinaison des points de vue ne peuvent aller au-delà de sept, car la réalité permet sept énoncés, pas plus. La raison pour laquelle ce nombre n'est jamais supérieur ou inférieur à sept, c'est que l'on pense que toute situation complexe peut être traitée par cette septuple technique, si l'on sait bien l'utiliser. Tout essai en vue d'ajouter un énoncé, ou d'en retrancher un, est impossible, car un ajout se trouve déjà dans les sept, et une suppression tronque la limite des combinaisons possibles.
Ainsi, la doctrine du syādvāda ou de l'anekāntavāda, avec ses sept propositions, n'est, en elle-même, ni contradictoire, ni vague, ni indéfinie ; au contraire, elle donne une vue très précise des choses, de façon systématique.
Cette doctrine est aussi appelée la doctrine des septuples affirmations (sapta-bhangî) parce que, lorsque l'on décrit une chose, ces sept façons de s'exprimer peuvent être utilisées.

### Le syādvāda et le nayavāda
Il ressort des exposés précédents que le syādvāda complète le nayavāda. Alors que, dans le nayavāda, l'accent est mis sur l'approche analytique de la réalité, en disant que différents aspects de celle-ci peuvent être pris en compte, dans le syādvāda il est mis sur l'approche synthétique, en disant que les différents points de vue, pris ensemble, nous aident à la comprendre. Comme l'analyse et la synthèse ne sont pas sans liens entre elles, nous trouvons des éléments de synthèse même dans une approche analytique, et des éléments d'analyse même dans une vue synthétique de la réalité.
Ainsi, on voit dans le nayavāda qu'en suraccentuant un point de vue on aboutit à un raisonnement qui est faux, que des points de vue différents ont une valeur, que chacun est un reflet de la réalité et, par conséquent, que ce n'est qu'ensemble qu'ils peuvent donner une idée étendue de celle-ci. De même, dans le syādvāda, le caractère méthodique des façons de s'exprimer est mis en valeur par la compréhension claire que plusieurs affirmations ont, chacune, quelque chose à communiquer de la réalité.

### L'importance du syādvāda
De cet exposé, on voit que le syādvāda vise à coordonner, à harmoniser et à synthétiser les points de vue individuels dans un énoncé d'ensemble. Comme la musique, il mêle des notes discordantes pour réaliser l'harmonie.
Cette doctrine n'a pas un simple intérêt spéculatif, elle a pour but de résoudre les problèmes ontologiques et elle a une influence sur la vie psychologique et spirituelle de l'homme. Elle donne au philosophe un « cosmopolisme » de pensée, en le convainquant que la vérité n'est le monopole de personne. Elle vise à abattre les barrières des religions sectaires et à répandre l'esprit de tolérance (« La tolérance. Je n'aime pas ce mot mais je n'en trouve pas de meilleur », le Mahâtmâ Gandhî) qui va parfaitement de pair avec l'ahimsâ (la non-violence) que le jaïnisme prêche, depuis plus de trois mille ans.
La quintessence de cette doctrine, fort éloignée de la terminologie scolastique, c'est qu'en matière d'expérience il est impossible de formuler la vérité totale, et qu'en matière de transcendance de l'expérience le langage est insuffisant.
On remarquera qu'en plus du mal que les philosophes jaïna se sont donné pour décrire la réalité, leur doctrine du syâdvâda fait ressortir l'étendue de leur étude de ce problème.

## Sources/Bibliographie
- Pierre Amiel, Le B.A.-BA du Jaïnisme Pardès  (2008)

- Pierre Amiel, Les Jaïns aujourd'hui dans le monde L'Harmattan (2003)

- Dayanand Bhargave, Jaïna Ethics.

- Colette Caillat, Les Expiations dans le rituel ancien des religieux jaïna, De Boccard (1965)

- C. et Kumar Caillat, La Cosmologie jaïna, Chêne/Hachette (1981) (ISBN 2 85108 290 6)

- Bool Chand et Sagarmal Jain, Mahâvîra, le Grand Héros des Jaïns, Maisonneuve et Larose (1998)  (ISBN 2 7068 1326 1))(traduction par P.Amiel de l'ouvrage de Bool Chand et Sagarmal Jain Lord Mahâvîra. A study in historical perspective Varanasi (Inde) 1987

- A. Chakravarti, The Religion of Ahimsâ.

- A. Guérinot, La Religion Djaïna, Paul Geuthner, (1926), ASIN : B0000DY141.

- P. Letty-Mourroux, Une nouvelle approche du Jaïnisme.

- P. Letty-Mourroux, Cosmologie Numérique Teerthankara.

- J.P. Reymond, L'Inde des Jaïns.

- N. Tiffen, Le Jaïnisme en Inde, Weber, Genève, (1990),  (ISBN 7047440631).

- Vilas Adinath Sangave, Le Jaïnisme- Philosophie et Religion de l'Inde, Maisnie, Tredaniel, (1999),  (ISBN 2844450784).(traduction par P.Amiel de l'ouvrage de Vilas A. Sangave Aspects of Jaina religion (First edition) New Delhi (Inde) 1990.

- N. Shanta, La Voie jaina, Œil, (1990),  (ISBN 2868390269).